# TV Cultura
TV Cultura es una cadena de televisión de Brasil especialiazada en contenidos culturales y artísticos. El canal tiene vocación de servicio público y desde su fundación en 1960 se marcó como objetivo la emisión de contenidos educativos para todo Brasil a través de emisoras propias y afiliadas.
El propietario es el Gobierno de São Paulo y la cadena está gestionado desde 1969 por la Fundación Padre Anchieta, una fundación sin fines lucrativos. Sin embargo, la empresa que fundó la red fue Diários Associados, grupo de medios propietario de la extinta Rede Tupi. La emisora se financia a través de fondos públicos del Gobierno federal y donaciones de grupos privados.

## Historia

### Bajo control de Diários Associados
En 1958 el grupo de medios de comunicación Diários Associados, propietario de TV Tupi, recibió del Gobierno de Brasil una emisora de televisión propia en São Paulo, que emitía en el canal 2 del VHF. Después de unas emisiones en pruebas, el 20 de septiembre de 1960 nació TV Cultura, que salió al aire con el eslogan "un verdadero regalo de cultura para el pueblo". El nuevo canal emitía desde la antigua sede de TV Tupi, enclavado en la ciudad paulista.
A pesar de tener dos canales propios, Diários Associados no se preocupó en promocionar TV Cultura porque estaba centrando todos sus esfuerzos en la competencia de TV Tupi con sus cadenas de televisión rivales. La programación del canal aumentó en 1963 cuando el grupo de comunicación firmó un acuerdo con el Gobierno del Estado de São Paulo, por el que emitiría diez horas de programación educativa en la emisora.
Aunque la programación aumentó, los propietarios comenzaron a interesarse por la venta del canal. El proceso se aceleró en 1965, cuando un incendio asoló las instalaciones de TV Cultura y destruyó parte del archivo de programas. Assis Chateaubriand, director de Diários Associados, se puso en contacto con el Gobierno estatal y con empresas interesadas para la venta del canal, porque necesitaba dinero para invertirlo en unas nuevas instalaciones para TV Tupi.

### Bajo control de Fundación Padre Anchieta
En septiembre de 1967 el gobernador de São Paulo, Roberto de Abreu Sodré, creó el Centro Paulista de Rádio e TV Educativa, conocido como Fundación Padre Anchieta, con la contribución de los distintos estamentos de la sociedad paulista. El grupo presentó una oferta a Diários Associados por TV Cultura y dos emisoras de radio en AM y FM, con la intención de convertir TV Cultura en un canal completamente educativo. Finalmente, Fundación Padre Anchieta se hizo con el control del canal en 1968.
La fundación realizó una fuerte inversión en la emisora, apostando por una nueva sede y el mantenimiento de todos los trabajadores de TV Cultura. Después de unas emisiones experimentales, el 15 de junio de 1969 se produjo la reinauguración de la emisora. TV Cultura ingresó en la Red de Emisoras Independientes, para la que produciría contenidos, y en 1990 comenzó sus emisiones analógicas para todo Brasil a través de canales afiliados en importantes ciudades como Río de Janeiro, gracias a la Red Pública de Televisión.
Las emisiones de TV Cultura para todo el país se vieron afectadas en 2007 con la desaparición de la Red Pública de Televisión. El Gobierno de Lula da Silva impulsó ese mismo año la creación de TV Brasil, la televisión pública del Gobierno Federal, por lo que TV Cultura perdió la cobertura nacional en analógico. Actualmente puede verse en São Paulo, Río Grande del Sur, Paraíba, Santa Catarina y Paraná, y a través del satélite en todo Brasil. Sin embargo, TV Cultura es de Brasil